# Pleuroxia oligopleura
Pleuroxia oligopleura är en snäckart som först beskrevs av Tate 1894.  Pleuroxia oligopleura ingår i släktet Pleuroxia och familjen Camaenidae. Inga underarter finns listade i Catalogue of Life.